# Меккенбойрен
Меккенбойрен (нем. Meckenbeuren) — община в Германии, в земле Баден-Вюртемберг. 
Подчиняется административному округу Тюбинген. Входит в состав района Боденское озеро.  Население составляет 13 444 человека (на 31 декабря 2010 года). Занимает площадь 31,90 км².
Коммуна подразделяется на 4 сельских округа.
В Меккенбойрене находится фабрика производителя посудомоечных машин Winterhalter Gastronom GmbH.

## Фотографии

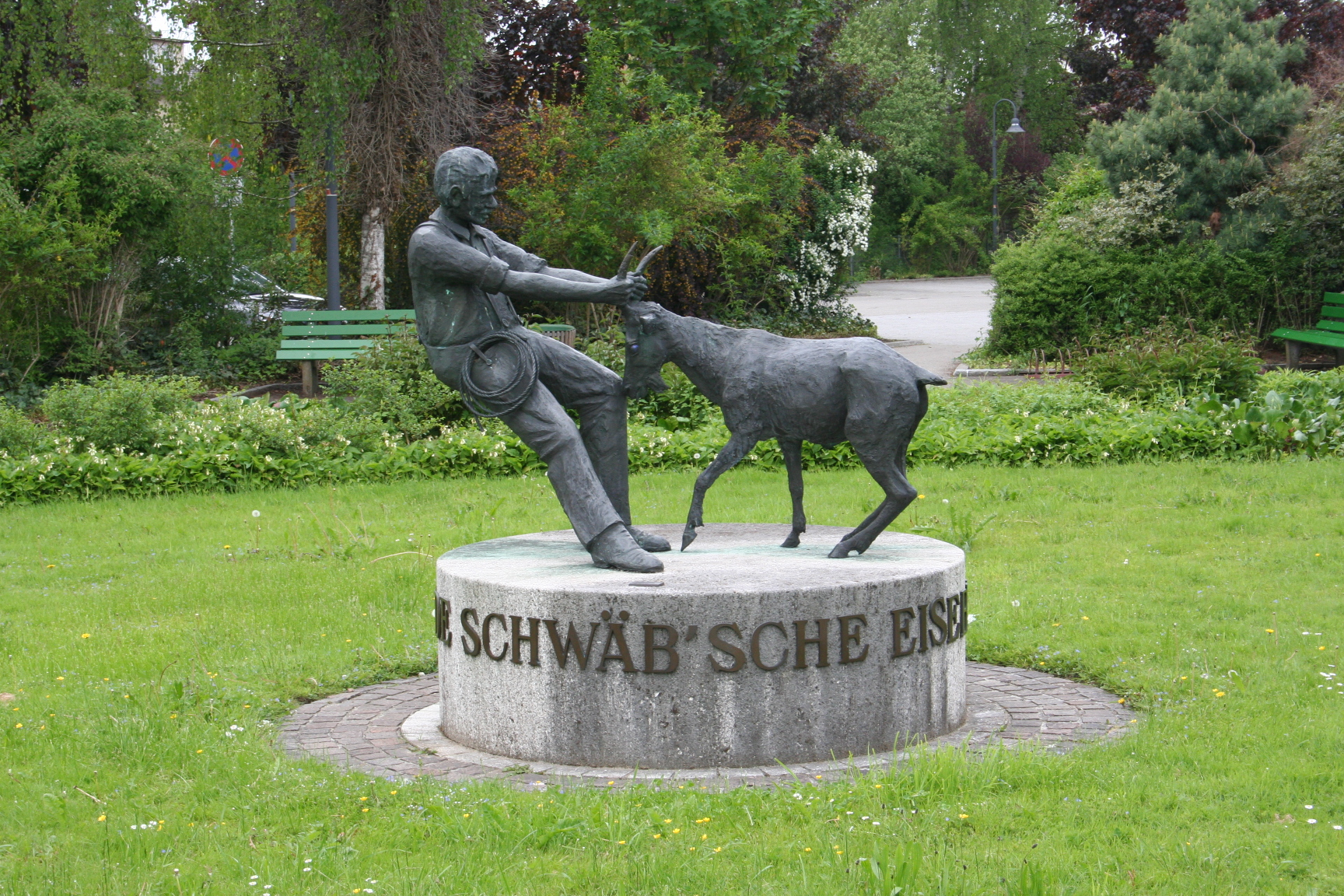
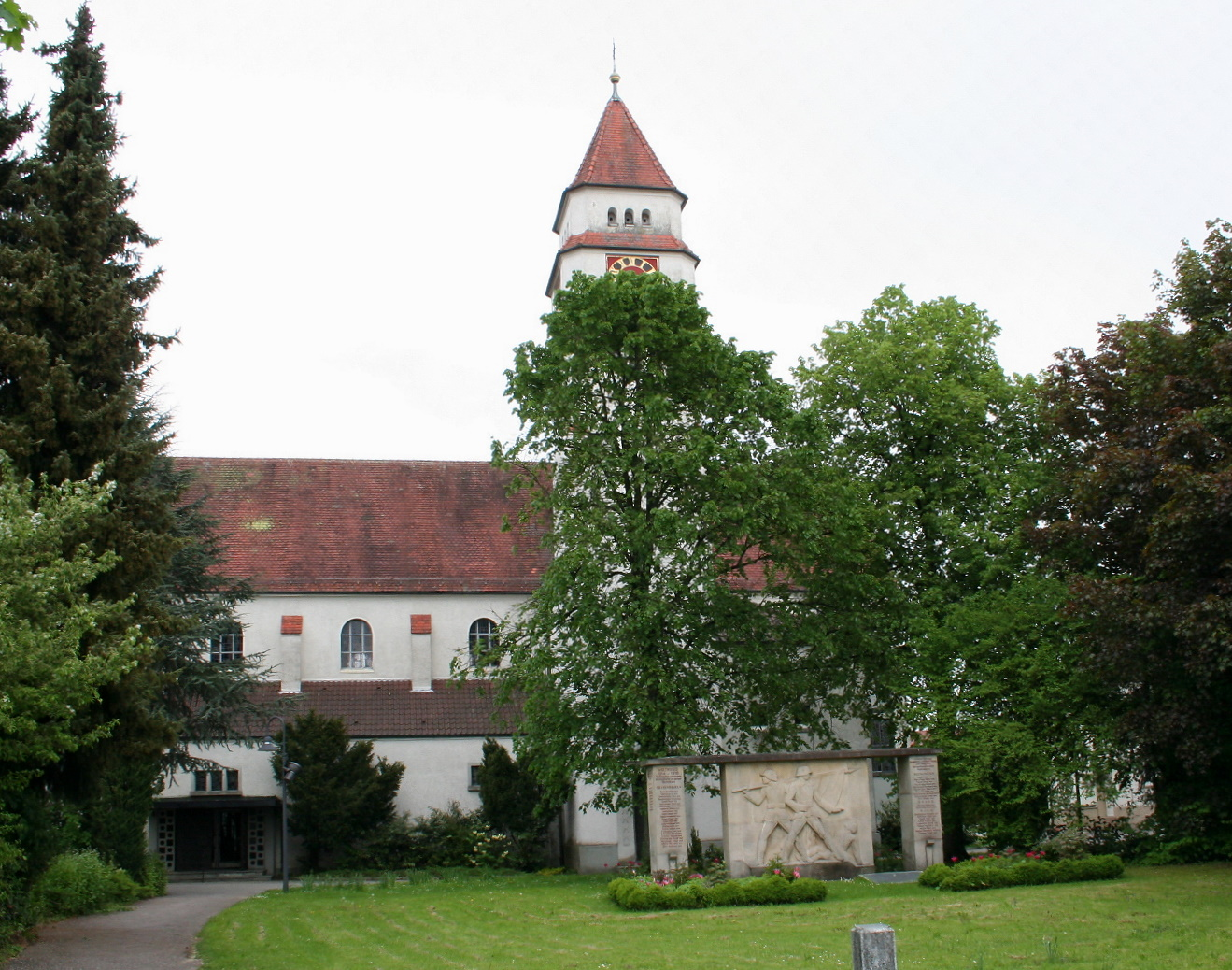
Церковь
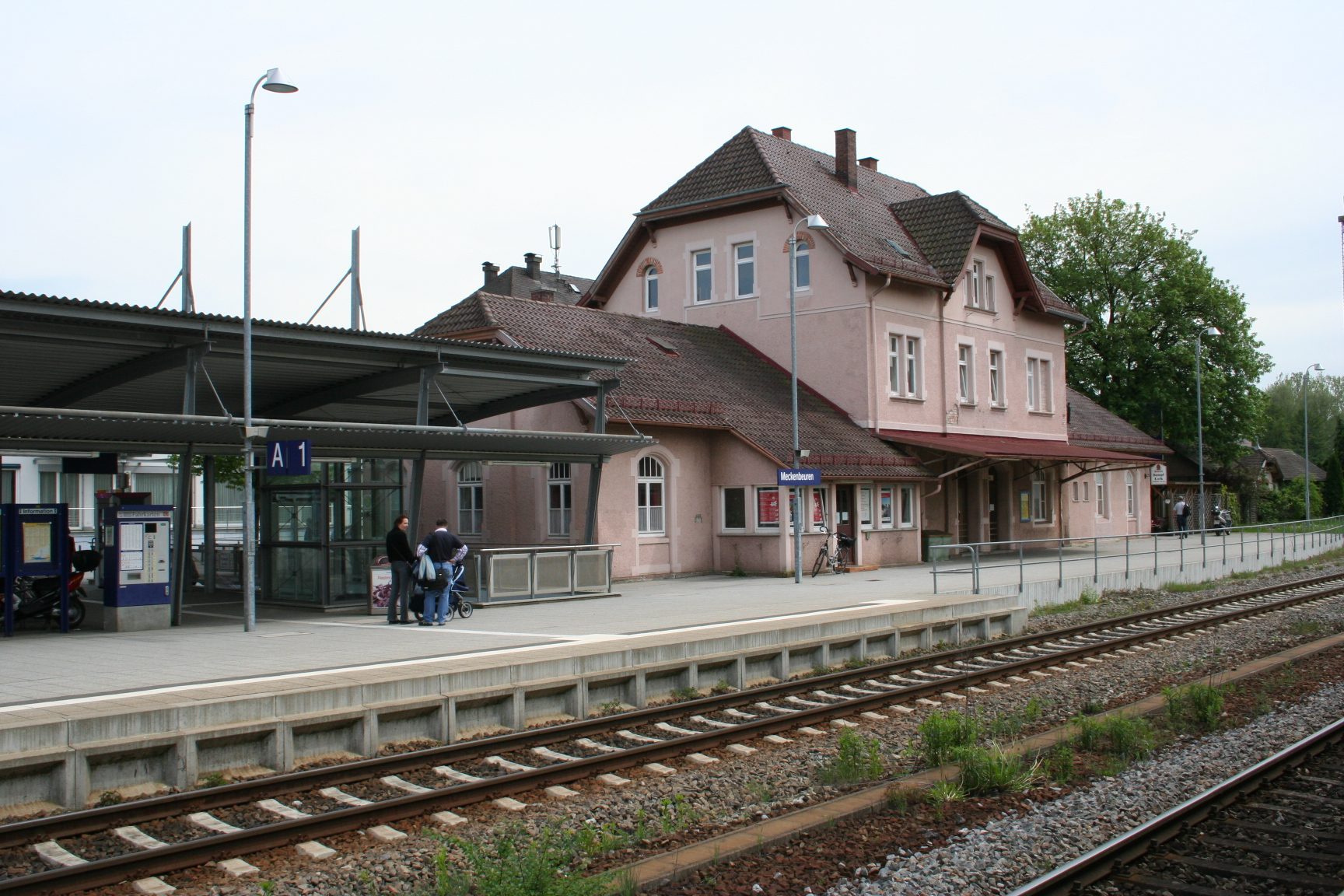
Вокзал
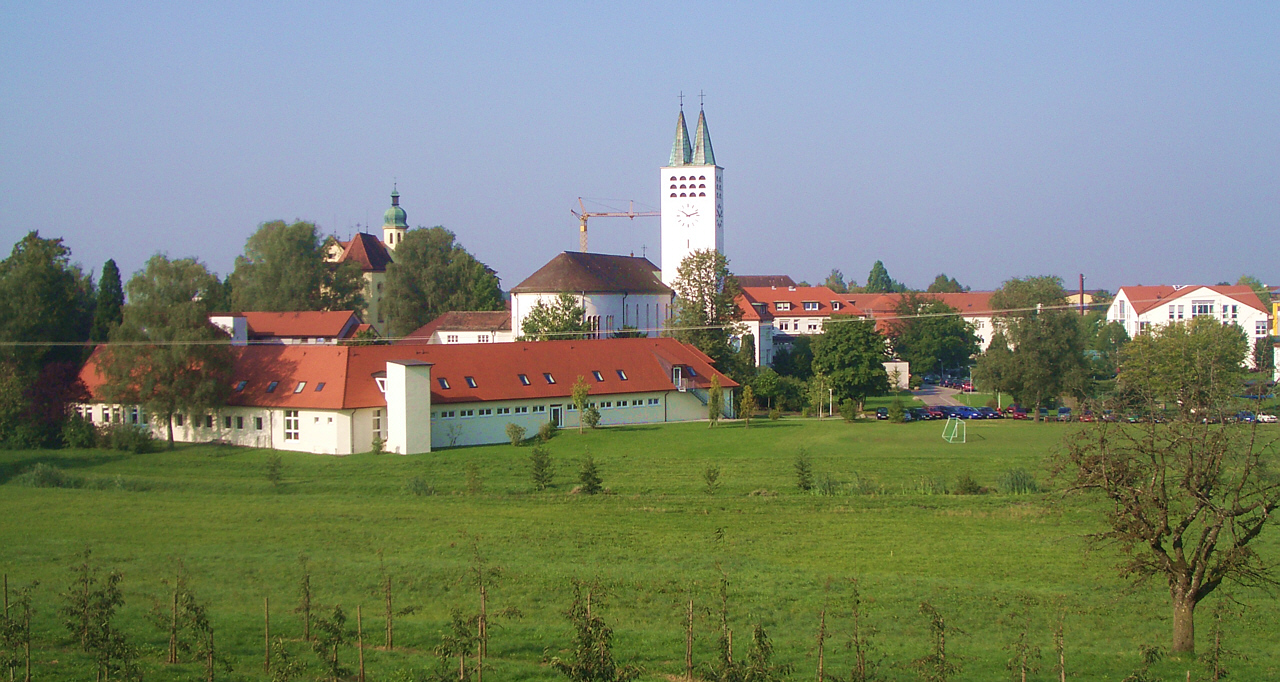
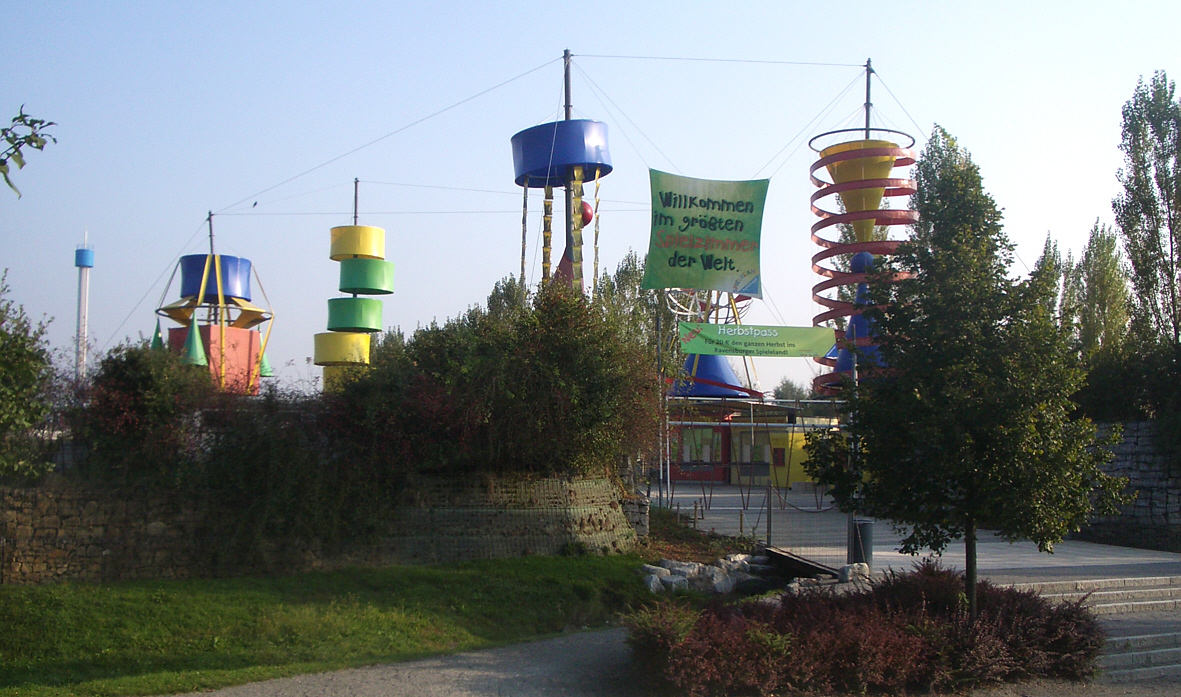